# Josef Seifert
Josef (Maria) Seifert (Austria, 1945) filósofo austriaco, seguidor de una fenomenología realista. 

## Biografía
Estudió en las universidades de Salzburgo y Múnich. Enseñó en la Universidad de Salzburgo y de 1973 a 1980 dirigió el programa de doctorado en Filosofía de la Universidad de Dallas (Texas).
Estudió con Robert Spaemann, Balduin Schwarz, Gabriel Marcel y cooperó con Karol Wojtyła. De 1973 a 1980 Seifert fue profesor y director del programa de doctorado de filosofía en la Universidad de Dallas. Sus amplios estudios se han centrado en la metafísica, la epistemología y la antropología filosófica. Fue el editor fundador de la revista internacional de filosofía "Aletheia" y de "Studies in Phenomenological and Classical Realism". Como exalumno y heredero filosófico de Dietrich von Hildebrand, se le confió la publicación póstuma de muchas de las obras de von Hildebrand. Fue galardonado con la Medalla al Mérito de la Unión Europea.
En 1980 fundó la Academia Internacional de Filosofía (IAP), que quiere educar verdaderos filósofos en el espíritu de su lema diligere veritatem omnem et in omnibus y repensar el método fenomenológico reexaminándolo y repensándolo minuciosamente para comprobar que el conocimiento fenomenológico filosófico es capaz de un auténtico contacto con las cosas mismas (esencias y seres reales) y en sí mismas, así superando el idealismo y subjetivismo de la filosofía husserliana después 1905 (1913) y de muchos otros tipos de fenomenología. La IAP existe desde 1986 en Liechtenstein y actualmente tiene una nueva (segunda) sede en la Pontificia Universidad Católica de Chile. 
Fue Rector de la Academia Internacional de Filosofía del Principado de Liechtenstein desde 1986 hasta 2007, y desde 2004 hasta 2011 de la IAP en la Pontificia Universidad Católica de Chile, IAP-PUC. Desde 2012 es profesor de la Academia Internacional de Filosofía – Instituto de Filosofía Edith Stein.
Casado con Mary Katherine Seifert (Heyne) en 1972; 6 hijos (Maria M., Gabriel J., Katharna M.S., Raphaela M.M., Johannes Paul, Michael A.)
Ha publicado más de una docena de libros y numerosos artículos sobre casi todos los campos del saber filosófico. 

## Obras
- Erkenntnis objektiver Wahrheit (Salzburg/München 1972)
- Leib und Seele (Salzburg/München 1973)
- Was ist und was motiviert eine sittliche Handlung? (Salzburg/München 1976);
- ¿Qué es y qué motiva una acción moral?, presentación de Alfonso López Qintás, trad. de y ensayo introductorio de Mariano Crespo (Madrid: Centro Universitario Francisco de Vitoria, 1995).
- Das Leib-Seele-Problem in der gegenwärtigen philosophischen Diskussion (Darmstadt 1979)
- Back to Things in Themselves. A Phenomenological Foundation for Classical Realism (London/Boston: 1987)
- Essere e persona. Verso una fondazione fenomenologica di una metafisica classica e personalistica. (Mailand: 1989)
- Schachphilosophie (Darmstadt 1989)
- What is Life? On the Originality, Irreducibility and Value of Life (Ámsterdam: 1997)
- Sein und Wesen (Heidelberg 1996)
- Gott als Gottesbeweis (Heidelberg 1996/2000, auch auf arabisch (Al Maghrib - Bayrouth: 2001).
- Ritornare a Platone (Mailand: Vita e Pensiero, 2000)
- Platón y la fenomenología realista. Para una Reforma Crítica del Platonismo (1995)
- Überwindung des Skandals der reinen Vernunft. Die Widerspruchsfreiheit der Wirklichkeit - trotz Kant (Freiburg 2001.
- Superación del escándalo de la razón pura, ISBN 978-84-7057-521-1
- The Philosophical Diseases of Medicine and Their Cure. Philosophy and Ethics of Medicine. Vol. 1 (New York: 2004) (e-book Boston: 2005).
- Berührung der Kulturen. Die Rolle der realistischen Phänomenologie im Dialog zwischen Religionen und Zivilisationen, en árabe (Rabat: 2004).
- Discours des Méthodes. The Methods of Philosophy and Realist Phenomenology. (Frankfurt/Paris/ New Brunswick: 2009)
- Das Wesen der Wahrheit und die Person. De veritate – Über die Wahrheit Bd. I (Frankfurt / Paris / Ebikon / Lancaster / New Brunswick: Ontos-Verlag, 2009)
- Der Streit um die Wahrheit. Wahrheit und Wahrheitstheorien. De Veritate – Über die Wahrheit, Bd. II (Frankfurt / Paris / New Brunswick: 2009).

## Ediciones en español
- Discuso de los métodos de la filosofía y la fenomenología realista. Encuentro. 2008. ISBN 9788474909388.
- ¿Qué es la filosofía? La respuesta de la fenomenología realista (1995)
- El problema de las antinomias considerado como un problema fundamental de toda Metafísica (1993)
- Conocimiento de Dios por las vías de la razón y del amor. Encuentro. 2014. ISBN 9788490552438.